# Интернет в Луганской Народной Республике
Развитие Интернета в субъекте Российской Федерации Луганской Народной Республике (ранее самопровозглашённом государственном образовании) находится в ведении Министерства связи и массовых коммуникаций ЛНР, функционирующего с 2014 года.

## Становление
До 2014 года работу Интернет-провайдеров в Луганской области координировал «Укртелеком». На территории области работали ведущие сотовые операторы стандарта GSM «Киевстар», «МТС-Украина» и «Lifecell» (он же «Астелит»), а единственным обладателем 3G-лицензии был «Тримоб», дочернее предприятие «Укртелекома». После провозглашения Луганской Народной Республики на этой территории началось формирование собственной сетевой инфраструктуры: было образовано Министерство связи и массовых коммуникаций, а также локальные телекоммуникационные предприятия (первым министром был Михаил Сурженко, в 2017 году этот пост получил Олег Фетисов).
В 2015 году прекратил работу украинский сотовый оператор «Киевстар», но его оборудование было принудительным образом взято в управление властями ЛНР, и в республике появился первый сотовый оператор и интернет-провайдер «Лугаком». 1 марта 2017 года на территории ЛНР прекратил работу «Укртелеком», из-за чего телефонная связь и Интернет перестали работать примерно у 200 тысяч абонентов, но к вечеру власти республики взяли сеть оператора под контроль и восстановили телефонную связь между республиками. Активы самого оператора позже взяли во временное управление и переданы частной структуре «Луганет». Со временем из республик полностью ушли «Укртелеком» и «Lifecell», что привело к прекращению деятельности «Тримоба».
Осенью 2017 года Украина отключила все магистральные каналы, ведшие на территорию ЛНР и ДНР, что привело к появлению серьёзных перебоев в работе Интернета. Провайдеры стали перенастраиваться на работу с магистральными каналами, проложенными до России. Ещё до 2014 года в районе Ростовской области компания Golden Telecom (позже поглощена «Вымпелкомом») проложила магистральный волоконно-оптический кабель (ВОЛС), в котором арендовал волокна международный магистральный оператор RETN, а после становления ЛНР его начали дорабатывать так, чтобы обеспечить работу магистрального канала до России. В 2019 году ЛНР полностью перевела телекоммуникационные сети на работу с магистральными каналами, проложенными до Ростовской области (город Аксай), обеспечив стабильную работу фиксированного Интернета. Точные сведения о том, какие именно операторы отвечают за работу магистрального канала, не представлены: по версии украинских СМИ, за обеспечение трафика из России отвечал ростовский оператор «Углтелеком».
По заявлению официального сайта ГТРК ЛНР, для обеспечения Интернет-связи в Луганске используется аппаратное оборудование Cisco Systems; протяжённость оптоволоконных коммуникаций превышает 50 км, суммарная пропускная способность составляет более 960 Гбит/с. Суммарная пропускная способность канала RETN, соединяющего ЛНР и Ростовскую область, в 2019 году составляла 200 Гбит/с; также существует оптическое кольцо ёмкостью 40 Гбит/с между ДНР и ЛНР (ранее — канал RETN, соединявший Луганскую и Донецкую области). 2 ноября 2020 года оператор «Лугаком» объявил, что в связи с переводом школ на очно-заочную и дистанционную форму обучения была проведена модернизация каналообразующего оборудования, повысившая суммарную пропускную способность до 400 Гбит/с.

## Провайдеры
Первым провайдером в истории ЛНР стал оператор ГУП ЛНР «Луганские коммуникации», также известный как «Лугаком», который появился в 2015 году. Основой для создания всей сетевой инфраструктуры «Лугакома» была инфраструктура «Киевстара», прекратившего работу в 2015 году. «Лугаком» предлагает услуги фиксированной телефонии, а также Интернет-услуги FTTB и ADSL. В 2016 году им был в режиме ограниченного тестирования запущен мобильный Интернет, услуга для пользователей была бесплатной. В отличие от ДНР, он долгое время работал только в стандарте GSM, а возможности мобильного интернета ограничиваются технологией EDGE и скоростью передачи данных 384 Кбит/с. Подключение к «Лугакому» доступно при наличии паспорта: SIM-карты продаются в отделениях оператора, в обычных магазинах продаются карты пополнения. Число абонентов составляло около 530 тысяч человек на 2019 год.
Ещё одним провайдером, предоставляющим мобильный Интернет, является провайдер «Интертелеком» (принадлежит группе «Шериф» из ПМР). «Интертелеком» по состоянию на 2019 год предоставлял услуги мобильного Интернета, однако для него использовались телефонные аппараты стандарта CDMA. В службах такси Луганска использовались Wi-Fi-роутеры бренда Verizon (американский оператор стандарта CDMA), подключённые к CDMA-сети «Интертелкома». По словам местных жителей, это оборудование изначально было «залочено» под американских провайдеров, однако после «разлочки» поступило в продажу. Качество работы Wi-Fi и Интернет-связи оценивается выше, чем у «Лугакома». Помимо этого, в стране из операторов присутствуют РЦК (Республиканские цифровые коммуникации), предоставляющий безлимитный Интернет со скоростью порта до 100 Мбит/с и частная структура «Луганет». Интернет-услуги также предоставляет ГТРК ЛНР. С 2019 года в ЛНР ведётся тестирование 3G-сети.
Из украинских провайдеров в ЛНР работает с наименьшим числом перебоев «Vodafone Украина», также поддерживающий только стандарт GSM. В начале войны на Юго-Востоке Украины Vodafone отключил свой коммутатор в Донецке, нарушив работу магистрального кабеля между ЛНР и Украиной, однако при посредничестве ОБСЕ магистральный канал удалось восстановить. В 2018 году была зафиксирована очередная приостановка работы оператора. В 2019 году SIM-карты Vodafone были в продаже в магазинах ЛНР, оплата производилась с помощью гривен, однако из-за слабой работы магистрального канала, повреждённого в ходе боевых действий, скорость передачи данных была крайне низкой. К 2020 году Vodafone остался единственным украинским оператором на территории ЛНР и ДНР. Луганская делегация Трёхсторонней контактной группы в 2021 году четыре раза поднимала вопрос о долгах за электроснабжение украинского мобильного оператора, однако он оставался без ответа. В июле 2021 года прозвучали заявления о намерении в сентябре того же года прекратить в ЛНР обслуживание оператора МТС Украина (Vodafone), который подвергался критике за качество связи и высокие тарифы; в то же время количество абонентов МТС в республике остаётся достаточно большим.

## Проблемы со связью
1 марта 2017 года «Укртелеком» полностью отключил связь на территориях ДНР и ЛНР: как сообщалось в Министерстве связи ДНР, с оборудования типа Huawei HW 9312 были удалены операционная система и лицензии, а на оборудовании типа Juniper MX 960 были стёрты все конфигурации. К вечеру была восстановлена только телефонная связь в фиксированной телефонии между республиками, но не Интернет: внешнее соединение включать никто не решался, поскольку в схеме действовала сигнализация ОКС-7, создававшая некую уязвимость. Сообщалось о восстановлении телефонного соединения с Россией 2 марта.
Осенью 2017 года на Украине были полностью отключены магистральные каналы до ДНР и ЛНР, что привело к перебоям в работе операторов мобильной связи и интернет-провайдеров: проблему окончательно удалось решить только в 2019 году после прокладки магистральных каналов до Ростовской области. В связи с блокировкой крупнейших российских сайтов (в том числе социальных сетей) для доступа в сеть местные жители используют VPN.
Маршрутизация трафика на территорию ЛНР, тем не менее, всё ещё организовывается и с территории Украины: в сентябре 2020 года в Харькове был арестован глава Интернет-провайдера Черкасской области, который предоставлял бесплатный доступ в Интернет администрации ЛНР за возможность ведения бизнеса. Против гражданина возбудили уголовное дело по ч. 1 ст. 258-3 Уголовного кодекса Украины, обвинив его в содействии террористической организации.

### Ситуация с интернетом после 2022 года
После 2022 года мобильный интернет в ЛНР неоднократно отключался и возобновлялся. Причинами становились как технические неполадки, так и меры безопасности, связанные с вооружённым конфликтом. Полное отключение мобильного интернета произошло 11 февраля 2023 года по распоряжению оператора «Мобильные коммуникационные системы» (бывший «Лугаком») на основании рекомендаций Министерства цифрового развития, связи и массовых коммуникаций России и Федеральной антимонопольной службы РФ.
13 мая 2023 года мобильный интернет временно отключался из-за обстрелов и обострения ситуации в регионе.
В декабре 2023 года власти ЛНР заявили о начале восстановления мобильного интернета, а в январе 2024 года связь была частично восстановлена операторами «+7Телеком» и «Миранда-медиа».